# Raffaele Vannoli
Raffaele Vannoli (Roma, 2 luglio 1971) è un attore italiano.

## Biografia
Nato a Roma, nel 2007 fonda il locale romano underground "Contestaccio" e dal 2012 ricopre il ruolo di direttore artistico dello storico locale di Testaccio "Caffè Latino". Dal 2013 gestisce il "Barattolo" vicino a San Pietro nel quartiere di Borgo Pio, premio "formule innovative" su Gambero Rosso. Nel 2018 riprende la direzione artistica del "Contestaccio".
Talora è stato accreditato come Lele Vannoli.

## Filmografia

### Cinema
- Il grande cocomero, regia di Francesca Archibugi (1993)
- La vera vita di Antonio H., regia di Enzo Monteleone (1994)
- Anime fiammeggianti, regia di Davide Ferrario (1994)
- Con gli occhi chiusi, regia di Francesca Archibugi (1994)
- Bidoni, regia di Felice Farina (1995)
- Ferie d'agosto, regia di Paolo Virzì (1996)
- Vesna va veloce, regia di Carlo Mazzacurati (1996)
- La mia generazione, regia di Wilma Labate (1996)
- Tutti intrusi, regia di Cosimo Alemà (1997)
- La classe non è acqua, regia di Cecilia Calvi (1997)
- In barca a vela contromano, regia di Stefano Reali (1997)
- Marianna Ucrìa, regia di Roberto Faenza (1997)
- Ovosodo, regia di Paolo Virzì (1997)
- Tutti giù per terra, regia di Davide Ferrario (1997)
- Don Giovanni, regia di Varo Venturi – cortometraggio (1998)
- L'albero delle pere, regia di Francesca Archibugi (1998)
- L'odore della notte, regia di Claudio Caligari (1998)
- E allora mambo!, regia di Lucio Pellegrini (1998)
- La cabina, regia di Alessandro Maresca (2000)
- Le sciamane, regia di Anne Riitta Ciccone (2000)
- Zora la vampira, regia dei Manetti Bros. (2000)
- Si fa presto a dire amore, regia di Enrico Brignano (2000)
- Tuttapposto, regia di Franco Bertini (2001)
- Domani, regia di Francesca Archibugi (2001)
- South Kensington, regia di Carlo Vanzina (2001)
- Il ronzio delle mosche, regia di Dario D'Ambrosi (2003)
- Caterina va in città, regia di Paolo Virzì (2003)
- 3mm - Una storia vera, regia di Alessandro Maresca (2005)
- Tutta la vita davanti, regia di Paolo Virzì (2008)
- Chi nasce tondo, regia di Alessandro Valori (2008)
- Ganja Fiction, regia di Mirko Virgili (2011)
- Tutti i santi giorni, regia di Paolo Virzì (2012)
- Roma nuda, regia di Giuseppe Ferrara (2012) – proiezione privata a Roma[3]
- Tre giorni dopo, regia di Daniele Grassetti (2013)
- Benvenuto Presidente!, regia di Riccardo Milani (2013)
- Tutti contro tutti, regia di Rolando Ravello (2013)
- Confusi e felici, regia di Massimiliano Bruno (2014)
- Il nome del figlio, regia di Francesca Archibugi (2015)
- Anche senza di te, regia di Francesco Bonelli (2018)
- Moschettieri del re - La penultima missione, regia di Giovanni Veronesi (2018)
- È per il tuo bene, regia di Rolando Ravello (2020)
- C'è ancora domani, regia di Paola Cortellesi (2023)
- Un altro ferragosto, regia di Paolo Virzì (2024)

### Televisione
- Disokkupati, regia di Franza Di Rosa – sitcom (1997)
- Linda e il brigadiere – serie TV (1997)
- Gli insoliti ignoti, regia di Antonello Grimaldi – film TV (2003)
- Renzo e Lucia, regia di Francesca Archibugi – miniserie TV (2004)
- Don Matteo – serie TV (2004, 2009)
- La omicidi – serie TV (2004)
- Una famiglia in giallo – serie TV, episodio 1x06 (2005)
- L'ispettore Coliandro – serie TV, episodio 1x01 (2006)
- Nassiriya - Per non dimenticare, regia di Michele Soavi – miniserie TV (2007)
- L'amore e la guerra, regia di Giacomo Campiotti – miniserie TV (2007)
- L'ultimo padrino, regia di Marco Risi (2008)
- I liceali – serie TV (2008-2011)
- Il sangue dei vinti, regia di Michele Soavi – film TV (2008)
- Squadra antimafia - Palermo oggi – serie TV (2009)
- Braccialetti rossi – serie TV, 3 stagioni (2014-2016)
- Non è mai troppo tardi, regia di Giacomo Campiotti – miniserie TV (2014)
- Immaturi - La serie – serie TV (2018)
- Ognuno è perfetto, regia di Giacomo Campiotti – miniserie TV (2019)
- Chiara Lubich - L'amore vince tutto, regia di Giacomo Campiotti – film TV (2021)
- Tutta colpa di Freud - La serie – serie TV, episodio 1x04 (2021)
- Crazy for Football - Matti per il calcio, regia di Volfango De Biasi – film TV (2021)

## Videografia
- Quelli che benpensano - Frankie hi-nrg mc (1997)
- La descrizione di un attimo - Tiromancino (2001)
- Uno in più - 883 (2001)
- L'amore è - Syria (2002)
- Gino e l'alfetta - Daniele Silvestri (2007)
- La paranza - Daniele Silvestri (2007)
- Tutti matti - Daniele Silvestri (2019)